# Cebrio corsicus
Cebrio corsicus is een keversoort uit de familie Cebrionidae. De wetenschappelijke naam van de soort is voor het eerst geldig gepubliceerd in 1860 door Jacquelin du Val.